# くまのプーさん 完全保存版II ピグレット・ムービー
『くまのプーさん 完全保存版II ピグレット・ムービー』（原題：Piglet's Big Movie）は、ディズニーの「くまのプーさん」の長編作品である。劇場版第3作で、日本ではDVDのみでの発売。

## ストーリー
ピグレットは彼のスペシャル・スクラップブックの最終仕上げをしていると、プー、ラビット、イーヨー、ティガーがはちみつを取る作戦を決行しようとしているところに出くわす。ピグレットが「皆の力になろう」と手伝いを申し出ると、「これは大きな作戦だから、小さな君には無理だよ。」と言われ、寂しさを感じ自信をなくし一人ぼっちでどこかに去って行ってしまう。
一方、ミツは取ったもののハチに追いかけられたプー達は、ピグレットの家に逃げ込む。そこで見つけた思い出がいっぱい詰まったスクラップ・ブックを読むうちにピグレットが居なくなったことに気づく。さらに、そこに書かれていたピグレットの皆に対する愛情にプーと仲間たちは感動し、スクラップブックを頼りに彼を探しにいくことに。

## キャスト
| 役名                   | 原語版声優           | 日本語吹替 |
| ---------------------- | -------------------- | ---------- |
| ピグレット             | ジョン・フィードラー | 小形満     |
| プー                   | ジム・カミングス     | 八代駿     |
| ティガー               | ジム・カミングス     | 玄田哲章   |
| オウル                 | アンドレ・ストイカ   | 上田敏也   |
| カンガ                 | キャス・スーシー     | 片岡富枝   |
| ルー                   | ニキータ・ホプキンス | 小倉裕太   |
| イーヨー               | ピーター・カレン     | 石田太郎   |
| ラビット               | ケン・サンソム       | 龍田直樹   |
| クリストファー・ロビン | トム・ウィートレー   | 村上想太   |

## 概要
- 本作は、ピグレットを探しながら、思い出を振り返るオムニバス形式である。
  - 第1話 原作：カンガとルー坊が森にやってきて、コブタがおふろにはいるお話
  - 第2話 原作：クリストファー・ロビンが、てんけん隊をひきいて、北極にいくお話
  - 第3話 原作：プー横丁にイーヨーの家がたつお話
- 吹き替え版にてプーの声を10年近く演じてきた八代駿の遺作であり、ピグレット役の小形満が初めてくまのプーさん長編作品にて初出演した作品でもある。
- 当初は2003年内の公開を予定して吹替の収録も完了していたが、ジャングル・ブック2と共に公開中止となりビデオスルーとなった。
- 北米とPAL地域ではコンピュータゲーム化され、『Piglet's Big Game』のタイトルでニンテンドー ゲームキューブ、PlayStation 2、ゲームボーイアドバンス用ソフトが発売されている。日本では未発売。また、同タイトルでWindows用教育ソフトも存在し、こちらは『ピグレットが大かつやく』の邦題で、日本でも2006年3月3日にソースネクストから販売されている[2]。